# Norra Kyrketorps kyrka
Norra Kyrketorps kyrka är en kyrkobyggnad som sedan 2010 tillhör Skultorps församling (tidigare Norra Kyrketorps församling) i Skara stift. Den ligger i Skövde kommun. 

## Kyrkobyggnaden
Kyrkan uppfördes efter ritningar av arkitekt Fredrik Falkenberg och invigdes 8 mars 1925. Byggnaden är murad av brun kalksten med tegel på långhusets sadeltak och på tornhuven. Planen består av långhus med ett smalare kor i öster och torn i väster. Ingång med vapenhus finns i tornets bottenvåning och kyrkorummet ligger delvis inom tornet. Vid kyrkans norra sida finns två sakristior, varvid den ena tillkom 1972-1973, som är åtskilda av ett vindfång. Altaret är beläget mot östväggen.
År 1950 installerades elvärme och en restaurering genomfördes 1972-1973.

## Inventarier
- Altaret tillkom 1972 och består av en träskiva som vilar på ett murat, putsat och vitmålat underrede av natursten. På altaret står ett kristallkors med inbyggd belysning, som tillkom samtidigt med altaret.
- Altartavlan är målad 1925 av Gunnar Torhamn och skildrar Jesu möte med de båda lärjungarna i Emmaus (Lukas 24:13-35).
- På södra korväggen finns ett dopaltare som består av en polerad kalkstensskiva, fäst i väggen. Över altaret hänger en träskulptur som föreställer en vitklädd ängel med ett ljus. Skulpturen är tillverkad 1989 av Eva Spångberg.
- Dopfunten av kolmårdsmarmor är från 1925. Funten är liten, åttkantig och låg.
- En ljuskrona är tillverkad i Polen på 1600-talet.
- Nuvarande orgel, med 17 stämmor fördelade på två manualer, är tillverkad 1974 av Smedmans Orgelbyggeri i Lidköping. Den har en fasad av omålad furu. Tidigare orgel var inköpt 1928 av Nordfors & Co.
- Predikstolen är samtida med kyrkan.